# Брейси, Марвин
Марвин Брейси-Уильямс (англ. Marvin Bracy-Williams; род. 15 декабря 1993, Орландо, Флорида) — американский легкоатлет-спринтер, игрок в американский футбол. Выступал за сборную США по лёгкой атлетике в 2010—2022 годах, обладатель двух серебряных медалей чемпионата мира, серебряный и бронзовый призёр чемпионатов мира в помещении, победитель и призёр первенств национального значения, участник летних Олимпийских игр в Рио-Де-Жанейро. Выступал на позиции ресивера в футбольных клубах «Индианаполис Колтс» (2017), «Сиэтл Сихокс» (2018), «Орландо Аполлос» (2019).

## Биография
Марвин Брейси родился 15 декабря 1993 года в городе Орландо, штат Флорида. Во время учёбы в местной старшей школе William R. Boone High School серьёзно занимался лёгкой атлетикой, играл в американский футбол на позиции ресивера.
Продолжил спортивную карьеру в Университете штата Флорида, где так же состоял в командах по лёгкой атлетике и футболу Florida State Seminoles.
Первого серьёзного успеха на международном уровне добился в сезоне 2010 года, когда вошёл в состав американской легкоатлетической сборной и выступил на юниорском мировом первенстве в Монктоне, где вместе с соотечественниками одержал победу в зачёте эстафеты 4 × 100 метров (стартовал исключительно на предварительном квалификационном этапе).
В 2011 году на юниорском панамериканском первенстве в Мирамаре победил в индивидуальном беге на 100 метров и в эстафете 4 × 100 метров.
В 2014 году на чемпионате мира в помещении в Сопоте выиграл серебряную медаль в беге на 60 метров, уступив лишь британцу Ричарду Килти. Принимал участие в чемпионате мира по эстафетному бегу в Нассау.
В 2016 году занял седьмое место в дисциплине 60 метров на чемпионате мира в помещении в Портленде. Став третьим на национальном олимпийском отборочном турнире в Юджине и выполнив олимпийский квалификационный норматив (10,16) удостоился права защищать честь страны на летних Олимпийских играх в Рио-Де-Жанейро — в программе бега на 100 метров сумел дойти до стадии полуфиналов.
В 2017 году отметился выступлением на эстафетном чемпионате мира в Нассау, где занял первое место в эстафете 4 × 100 метров, после чего решил вернуться в американский футбол. Находился на контракте в таких клубах как «Индианаполис Колтс» (2017), «Сиэтл Сихокс» (2018), «Орландо Аполлос» (2019).
Получив травму плеча, не смог полностью реализовать себя в футболе, и в 2020 году решил снова сосредоточиться на лёгкой атлетике.
В 2021 году на соревнованиях в Мирамаре установил свой личный рекорд и показал второй лучший результат мирового сезона в беге на 100 метров — 9,85. Пытался пройти отбор на Олимпийские игры в Токио, однако на национальном олимпийском отборочном турнире в Юджине в полуфинальном забеге сошёл из-за травмы подколенного сухожилия.
В 2022 году в дисциплине 60 метров взял бронзу на чемпионате мира в помещении в Белграде. На домашнем чемпионате мира в Орегоне получил серебро в дисциплине 100 метров, уступив соотечественнику Фреду Керли, и в эстафете 4 × 100 метров, пропустив вперёд команду из Канады.